# Cercocarpus intricatus
Cercocarpus ledifolius var. intricatus là loài thực vật có hoa trong họ Hoa hồng. Loài này được S. Watson mô tả khoa học đầu tiên năm 1875.

## Hình ảnh

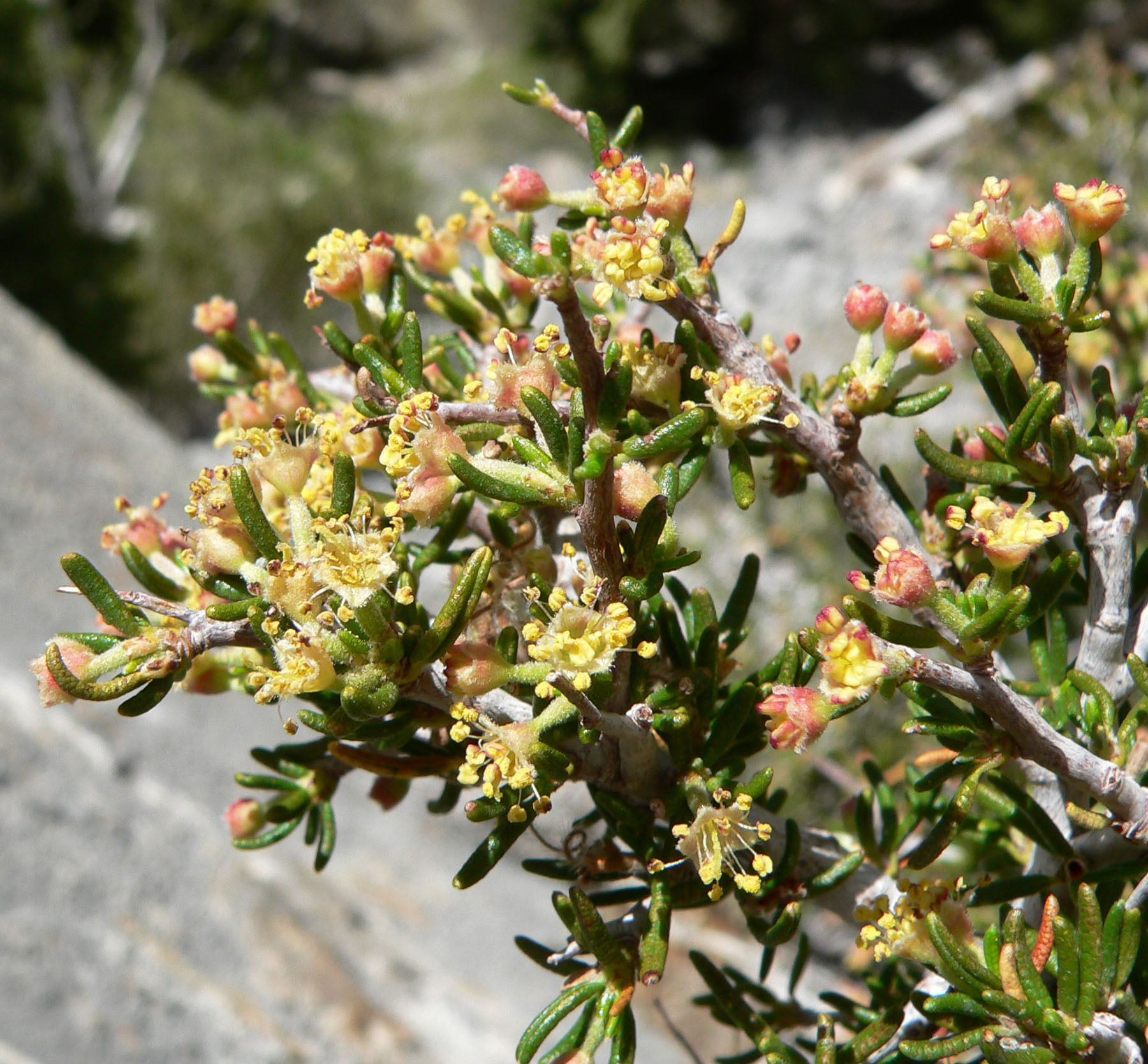
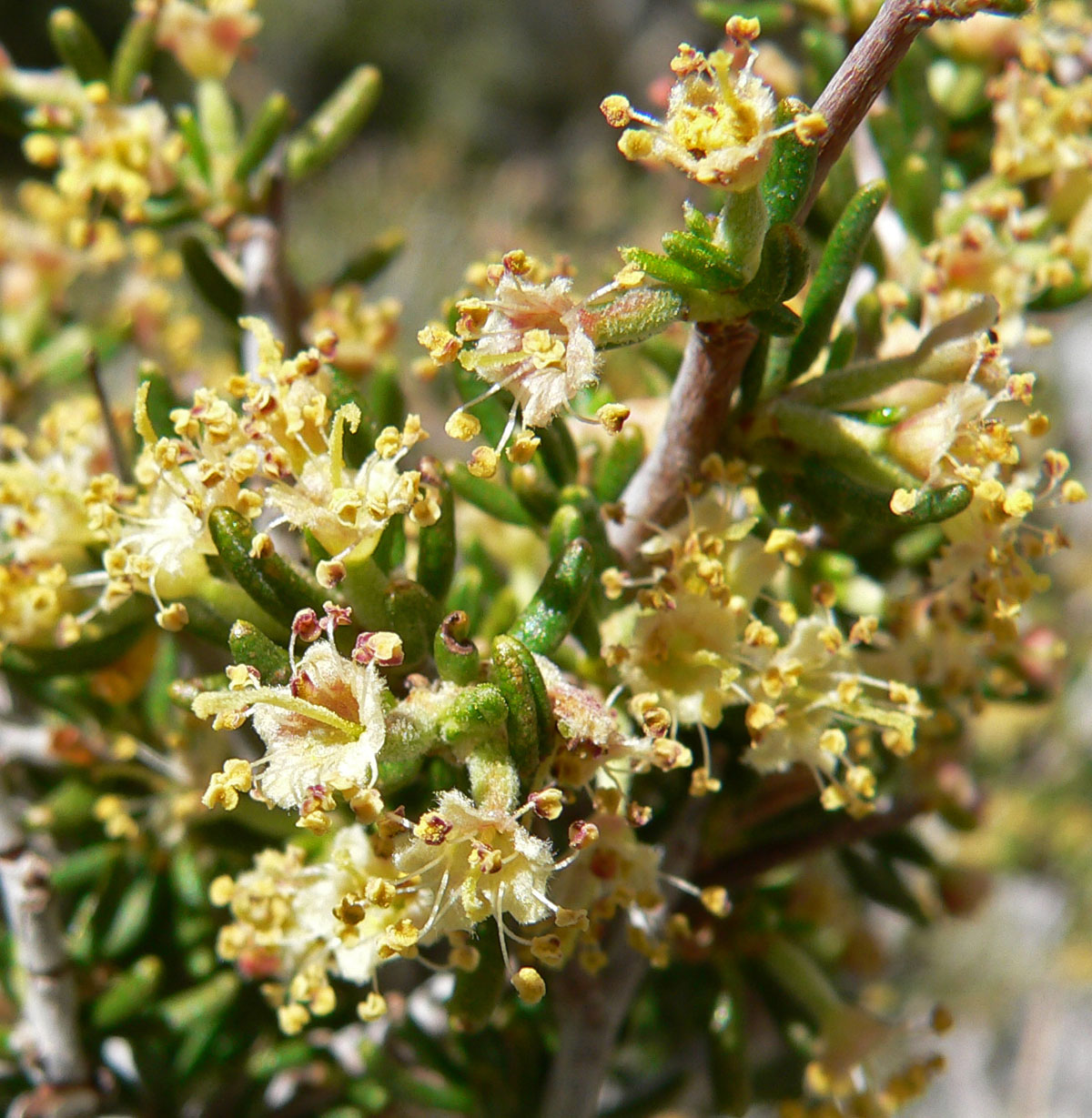
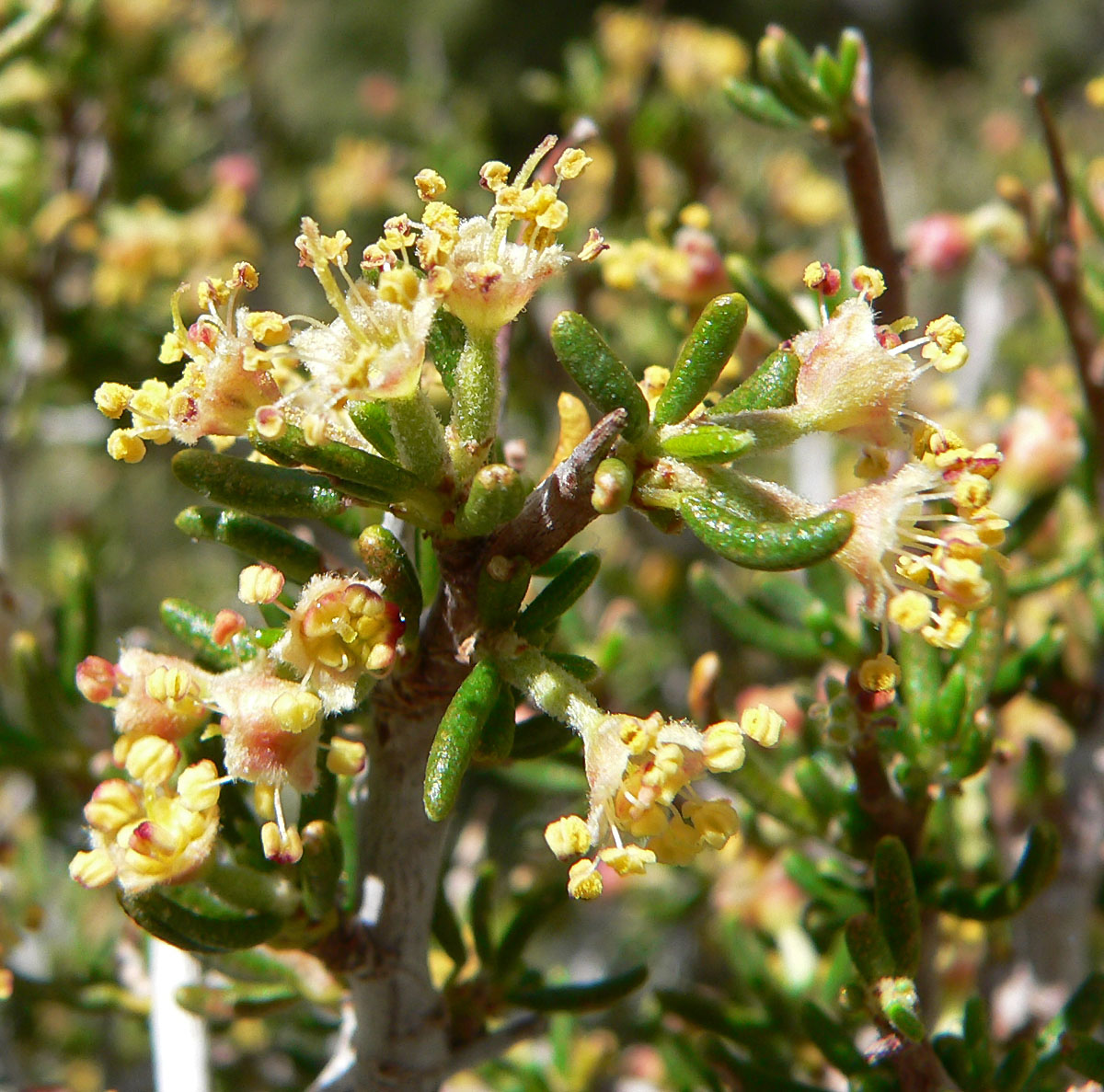
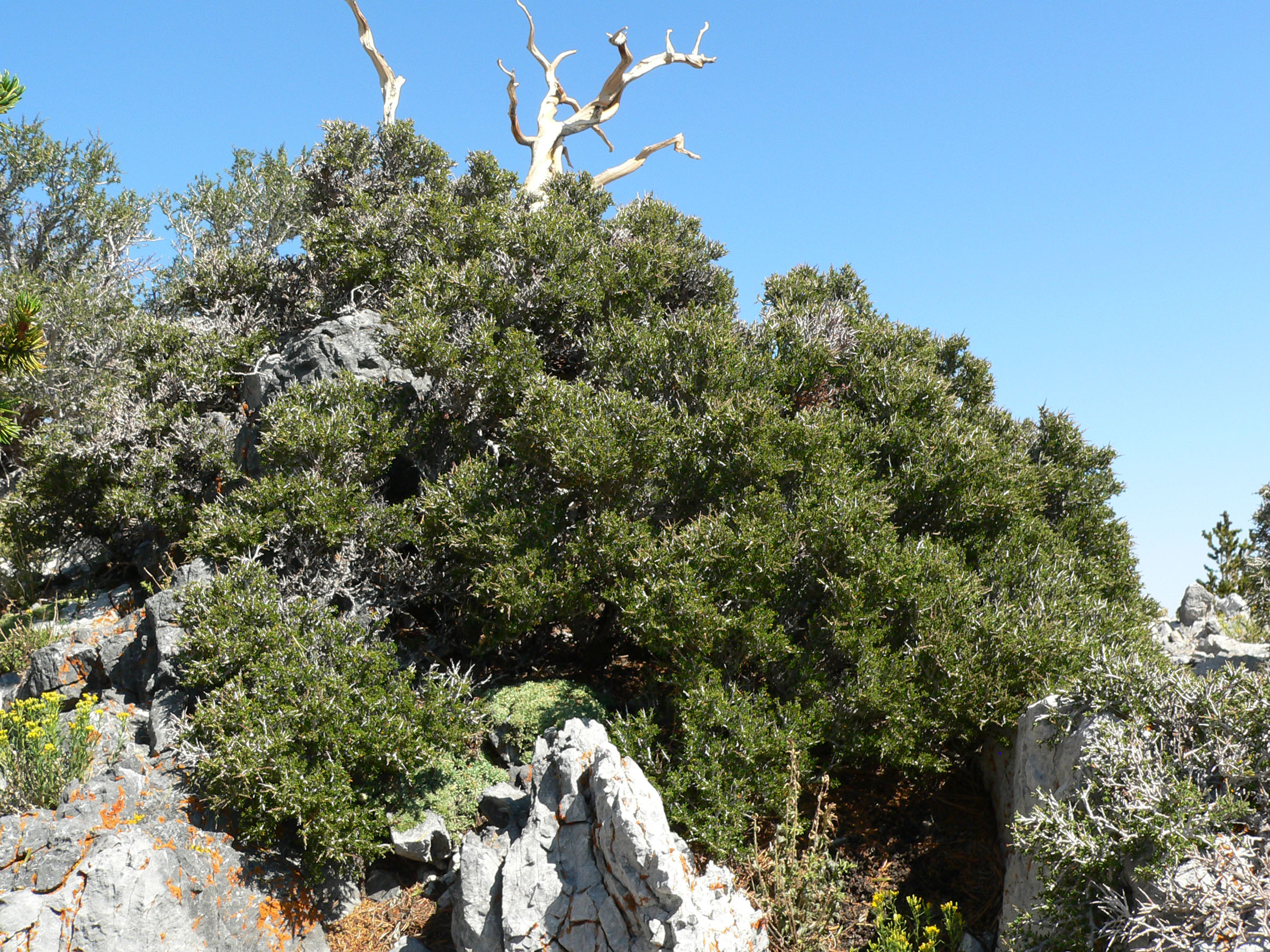